# Río Portoviejo
Der Río Portoviejo ist ein etwa 142 km langer Zufluss des Pazifischen Ozeans in der Provinz Manabí in Ecuador.

## Flusslauf
Der Río Portoviejo entsteht am Zusammenfluss von Río Mineral und Río Pata de Pájaro 40 km östlich der Stadt Portoviejo in der Cordillera Costanera. Die Talsperre Poza Honda staut den Fluss bei Flusskilometer 132. Unterhalb dieser fließt der Río Portoviejo 40 km in westsüdwestlicher Richtung durch das Bergland. Der Fluss erreicht die Kleinstadt Santa Ana de Vuelta Larga und wendet sich in Richtung Nordnordwest. Er durchfließt nun ein breites tief gelegenes Tal. Dabei bildet er ein stark mäandrierendes Verhalten mit zahlreichen Flussschlingen aus. In Flussnähe befinden sich zahlreiche Siedlungen. Bei Flusskilometer 55 durchfließt er die Großstadt Portoviejo. Anschließend wendet sich der Río Portoviejo nach Norden. Die Kleinstadt Rocafuerte liegt etwa einen Kilometer östlich des Flusslaufs. Der Río Portoviejo erreicht schließlich südlich von San Jacinto das Meer. Entlang dem Unterlauf befinden sich zahlreiche bewässerte landwirtschaftliche Flächen.

## Hydrologie und Einzugsgebiet
Der Río Portoviejo entwässert ein Areal von 2231 km². Der mittlere Abfluss beträgt 12 m³/s. Die Quellflüsse des Río Portoviejo entspringen in der Cordillera Costanera, einem Höhenrücken, der entlang der ecuadorianischen Pazifikküste verläuft.

## Talsperre Poza Honda
Die 1969–1971 errichtete Talsperre Poza Honda (⊙) liegt am Oberlauf des Río Portoviejo. Sie dient der Trink- und Brauchwasserversorgung sowie der Bewässerung der stromab gelegenen landwirtschaftlichen Anbauflächen. Die Talsperre besteht aus einem 40 m hohen und 330 m breiten Erdschüttdamm. An der Südseite befindet sich eine Hochwasserentlastungsanlage. Die Talsperre staut den Río Portoviejo auf einer Länge von 9,5 km und reicht bis zur Vereinigung von dessen Quellflüssen. Im April 2016 gab es in der Region ein starkes Erdbeben. Infolgedessen wurde u. a. der Staudamm von Experten auf mögliche Schäden untersucht.